# Countdown Grand Prix 2000
Die deutsche Vorentscheidung zum Eurovision Song Contest (ESC) 2000 in Stockholm fand am 18. Februar 2000 in Bremen statt. Die Veranstaltung wurde unter dem Namen „Countdown Grand Prix 2000“ im Ersten Deutschen Fernsehen übertragen. Moderator war Axel Bulthaupt.

## Teilnehmer & Ergebnis
| Platz | Startnr. | Interpret                                               | Lied Musik (M) und Text (T)                                   | Sprache  | Zuschauerstimmen (Televoting) |
| ----- | -------- | ------------------------------------------------------- | ------------------------------------------------------------- | -------- | ----------------------------- |
| 01.   | 09.      | Stefan Raab                                             | Wadde hadde dudde da? M/T: Stefan Raab                        | Deutsch  | 57,4 %                        |
| 02.   | 06       | Corinna May                                             | I Believe in God M: Ralph Siegel; T: Bernd Meinunger          | Englisch | 14,2 %                        |
| 03.   | 08       | Kind of Blue                                            | Bitter Blue M/T: Bernd Klimpel                                | Englisch | 07,4 %                        |
| 04.   | 07       | Knorkator                                               | Ick wer zun Schwein M/T: Alf Ator                             | Deutsch  | 07,1 %                        |
| 05.   | 11       | Fancy                                                   | We Can Move a Mountain M/T: Charlie Glass, Hamid Varzi, Fancy | Englisch | –                             |
| 06.   | 01       | E-Rotic                                                 | Queen of Light M: David Brandes; T: Tom Fairchild             | Englisch | –                             |
| 07.   | 02       | Lotto King Karl & Die Barmbek Dream Boys fischering ROH | Fliegen M: Carsten Pape; T: Carsten Pape & Lotto King Karl    | Deutsch  | –                             |
| 08.   | 10       | Goldrausch                                              | Alles wird gut M: Goldrausch; T: Goldrausch, Frank Ramond     | Deutsch  | –                             |
| 09.   | 05       | David Kisitu                                            | Du musst kein Model sein M/T: David Kisitu                    | Deutsch  | –                             |
| 010.  | 04       | Claudia Cane & Mother Bone                              | Free M: Andrew Cane; T: Claudia Cane                          | Englisch | –                             |
| 011.  | 03       | Marcel                                                  | Adios M/T: Marcus Wolter                                      | Deutsch  | –                             |

## Abschneiden des deutschen Beitrags beimEurovision Song Contest 2000
Beim Finale am 13. Mai in Stockholm belegte Stefan Raab den fünften Platz und konnte so an Sürpriz’ Erfolg des Vorjahres anknüpfen. Aus drei Ländern gab es die Höchstwertung von zwölf Punkten: aus der Schweiz und Österreich, wo Raab ebenfalls viele Fans hatte, und Spanien.